# کاشنا ویلکا
کاشنا ویلکا (به لهستانی:  Kasina Wielka) یک روستا در لهستان است که در گمینا مشانا دولنا واقع شده‌است.
 کاشنا ویلکا  ۲٬۸۰۰ نفر جمعیت دارد.